# Aphrophorinella tonnoiri
Aphrophorinella tonnoiri är en insektsart som beskrevs av Victor Lallemand 1946. Aphrophorinella tonnoiri ingår i släktet Aphrophorinella och familjen spottstritar. Inga underarter finns listade i Catalogue of Life.